# Szkoła Podstawowa im. płk. pil. Zdzisława Krasnodębskiego w Woli Osowińskiej

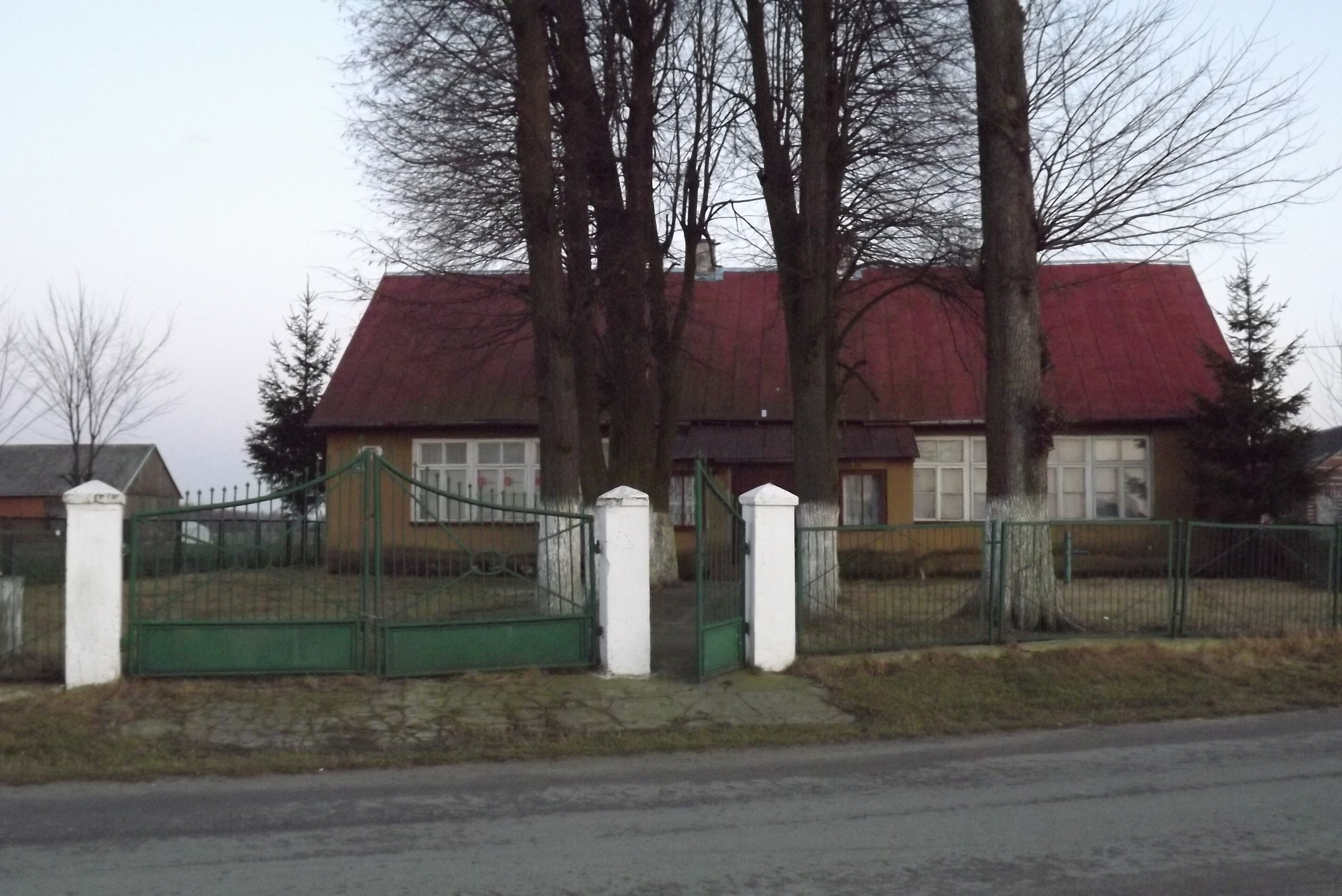
Pierwsza siedziba Szkoły Podstawowej w Woli Osowińskiej, obecnie siedziba Muzeum Regionalnego

Szkoła Podstawowa im. płk. pil. Zdzisława Krasnodębskiego w Woli Osowińskiej – założona w 1921 roku placówka oświatowa. Od 2007 roku należy do Zespołu Placówek Oświatowych w Woli Osowińskiej.

## Historia

### Lata 1921–1939
Szkoła Podstawowa w Woli Osowińskiej powstała 1921 roku jako dwuklasowa szkoła powszechna. Pierwszą dyrektorką i nauczycielką była Maria Prociówna. Siedzibą szkoły była wtedy Stara Karczma u zbiegu ulic Górnej i Nowej. Pierwsza lekcja odbyła się 3 września 1921 roku, a zapis z dziennika z tamtego dnia brzmi Zgromadzenie się dzieci, zapoznanie się z niemi i przedzielenie do odpowiednich przedziałów. 
W pierwszym roku działalności szkoły do oddziału I przyjęto 75 uczniów – we wrześniu 48 dzieci i w styczniu następnego roku 27 dzieci. Rozpiętość wiekowa była duża, bo były to dzieci z roczników 1909–1915. Ten oddział ukończyło tylko 52 uczniów. 
Do oddziału II przyjęto wtedy 30 uczniów, z roczników 1908–1913, taka rozpiętość wieku sprawiła, że w tej grupie prawie 1/3 uczniów nie ukończyła kształcenia z pozytywnym wynikiem. 
W roku 1923 pracę w szkole podejmuje Zofia Kleksykówna i wtedy powstaje III oddział. Na wiosnę 1925 roku obie nauczycielki odchodzą i pracę podejmuje Kaczmarski (kilka miesięcy). Następnie przybywa do szkoły Józef Kalinowski, który był kierownikiem szkoły do 1932 roku. Stworzył on IV oddział szkoły. W marcu 1926 pracę podejmuje Małgorzata Fuchs (potem Kalinowska), która naucza oddziały I i II. Rok później powstaje V oddział. 
W roku szkolnym 1927/1928 zlikwidowano oddział V, ale w następnym roku szkolnym oddział znowu powraca. W następnych latach uczniów przybywa i w roku szkolnym 1931/1932 powstaje VI oddział szkoły i szkoła staje się trzyklasową. W tym roku szkolnym do grona nauczycieli dołącza Janina Piotrkowska i ks. Roman Ryczkowski (nauczyciel religii). W tym roku wynajęte zostało trzecie pomieszczenie od tutejszego gospodarza p. Grzejdaka. Również w tym samym roku szkolnym powstaje sklepik i biblioteka oraz samorząd szkolny pod opieką pana Kalinowskiego. 
W kolejnym roku szkolnym odchodzą Kalinowscy, a pracę podejmują nauczyciele, którzy będą pracować przez dziesiątki lat – Zofia Płachówna i Wacław Tuwalski, zmiana również następuje w nauce religii, której będzie uczył nowy proboszcz. Kierownikiem zostaje Wacław Tuwalski (pełni on tę funkcję do 1973 roku). W 1933 roku zorganizowano VII oddział, który miał swoją siedzibę u pana Grzejdaka. W 1934 roku z inicjatywy pana Tuwalskiego rozpoczęto budowę szkoły, którą do użytku oddano w 1935 roku. 

### Okres II wojny światowej
Pracę szkoły nie przerwała wojna, ponieważ szkoła wtedy pracowała, ale pod czujnym okiem okupanta. Niemcy zniszczyli wszystkie podręczniki, a nauczyciele mogli posługiwać się tylko niemiecką gazetą Ster. W 1939 roku pracę podejmuje Nina Oziemczuk (do 1973). Od roku 1941 można zaobserwować, że zapisy w dziennikach szkolnych były prowadzone w dwóch językach: ojczystym i okupanta. W roku 1943 pracę w szkole podejmuje Paulina Konarzewska, a rok później Stanisława i Władysław Nowak, który zostaje kierownikiem, gdyż Tuwalski musi się ukrywać przed Niemcami. 

### Okres powojenny
20 września 1944 roku rada pedagogiczna postanowiła, że zostanie zrobiona zbiórka na remont szkoły, na opał dla szkoły, na obsługę szkoły i na pomoc Warszawie, kwota to 50 zł od miejscowego i 100 od zamiejscowego. 
W 1945/1946 w szkole uczyły tylko dwie nauczycielki Zofia Płach (oddział II, IV i V) oraz Nina Oziemczuk (I, III i VI). W kolejnym roku do pracy wraca pan Wacław Tuwalski, który obejmuje kierownictwo szkoły. Zostaje przywrócony VII oddział szkoły. W latach powojennych zostają prowadzone zakupy na rzecz szkoły zakupiono: mapę Polski, przyrządy fizyczne, termometr.  W szkole działają organizacje takie jak PCK, SKO, Spółdzielnia Uczniowska. W 1949 roku szkoła zostaje przeniesiona do pałacu w parku. Na jesieni 1949 roku do kadry przyłączyła Jadwiga Grochowska. 

### Lata 50. XX wieku
W 1951 roku szkoła przyjmuje nazwę Publiczna Szkoła Ogólnokształcąca Stopnia Podstawowego w Woli Osowińskiej. W lutym tego samego roku grono pedagogiczne wzrasta do 5 nauczycieli, pracę podejmuje Maria Uchańska. W późniejszych latach sytuacja materialna szkoły się bardzo poprawia. W roku szkolnym 1952/1953 pracę podejmuje nowa nauczycielka – Janina Kureczko (potem Grzesiukowa), w szkole pojawia się nowa organizacja Szkolne Koło Przyjaciół ZSRR. 
W 1954 roku pracę podejmuje pani Halina Czerwonogrocka (potem Wadowska). 
W roku 1958 do szkoły przyłączona jest filia w Nowinach. 

### Lata 60. XX wieku
W 1961 roku zorganizowano szkołę przysposobienia rolniczego. W latach 60. XX wieku powstaje klasa VIII, na emeryturę odchodzi Zofia Płachówna, w szkole podejmują pracę Marianna Bącik-Deleżuch, Irena Sadowska-Skowron, Lucyna Kozieł-Gajda oraz Teresa Oworus-Bernat (wszystkie pracują do końca XX wieku). W roku 1973 na emeryturę odchodzi Wacław Tuwalski, a dyrektorem zostaje wtedy Teresa Kołtun, która jest na stanowisku dyrektora szkoły do 1976 roku. Również w 1973 roku na emeryturę odchodzi Nina Oziemczuk. 
W 1969 roku przedsiębiorstwo spirytusowe z Lublina założyło kanalizację i zmodernizowało kuchnię (w zamian za lokale na kolonie dzieci pracowników).

### Lata 70. XX wieku
W 1976 roku dyrektorem szkoły zostaje Mieczysław Odrzygóźdź. W tym okresie zlikwidowano filie w Nowinach i Osownie (dzieci z Nowin do szkoły w Woli Osowińskiej, a z Osowna do Zbiorczej Szkoły Gminnej w Borkach. W tamtych czasach pojawiły się kłopoty lokalowe, ponieważ budynek wymagał kapitalnego remontu, gdyż był zagrzybiony, przeciekał dach, sypały się tynki. Były również duże problemy z organizacją lekcji wychowania fizycznego w zimie, gdyż wszystkie sale lekcyjne były zagospodarowane. 

### Lata 80. i 90. XX wieku
W roku szkolnym 1979/1980 dyrektorem szkoły została Irena Skowron, która próbowała uporać się z problemami lokalowymi. W roku 1985 dyrektorem zostaje Franciszek Paszkowski, który podejmuje działania na rzecz wybudowania nowej szkoły. W grudniu 1985 roku, kiedy w skład rady pedagogicznej wchodzili: Marianna Deleżuch (1962–2000), Lucyna Gajda (1964–1998), Teresa Bernat (1966–1999), Jadwiga Bober (1974–1999), Henryk Mateusiak (1973– ?), Zofia Mateusiak (1971–2004), Krystyna Kożuch (1980–1999 potem Gimnazjum do 2007), Jolanta Bisak (od 1983), Halina Zgraika (1981–1985), Irena Skowron (1962–1999), w latach następnych Bożena Ciękosz (1986–2006), Małgorzata Górna (1985–1989), Bożena Żeleźnik-Skowron (od 1986), Kazimierz Szabrański (1985 - ?) Elżbieta Malesa-Czeczko (1980–1985 oraz 1990–2006), Danuta Deleżuch-Kucio (od 1990), Marzena Kożuch (1990–1993), Jolanta Gruszka-Młynarczyk (1993–1997) i ks. Jan Madej (1993–1997), powstał i działał Komitet Budowy Szkoły, na którego czele stała Irena Skowron, a jego skład to: Henryk Mateusiak, Zdzisław Karpiński, Zbigniew Kożuch, Maria Kożuch, Janusz Lis, Jan Mazurek, Henryk Gomoła, Jerzy Gomoła, Czesław Grzejdak, Longin Zając. 
Komitet zbierał fundusze na budowę szkoły w następujący sposób. Zorganizował: zbiórkę pieniędzy (900 tys. zł.), Dni Woli Osowińskiej (181 859 zł.), dożynki gminne (260 tys. zł.), Akcja ziemniaczana (115 tys. zł.), tydzień czynu obywatelskiego (wykarczowanie krzaków na działce pod budowę szkoły), uprawa działki z Państwowego Funduszu Ziemi (sprzedaż wyhodowanych ziemniaków), współpraca z wojskiem (orkiestra wojskowa grała nieodpłatnie na zabawach), widowisko obrzędowe Herody (wszystkie nagrody pieniężne przekazane pod budowę szkoły), wpłata na cegiełkę (1000 zł. miesięcznie od rodziny), praca uczniów i rodziców na budowie (ojcowie pracowali jako pomocniczy murarzy, a mamy gotowały obiady, uczniów kierowano do lekkich prac). 
Gdy budowano szkołę pałac nie nadawał się do użytku, dlatego szkołę ulokowano w trzech punktach: u Olszanowskiego, w lokalu służbowym w sąsiedztwie gorzelni i w GOK-u (obecnie Muzeum Regionalne, dawniej przedwojenna szkoła). 10 lutego 1995 roku odbyło się uroczyste otwarcie szkoły, którego dokonali: dyrektor Szkoły Podstawowej – Marianna Deleżuch, biskup diecezji siedleckiej – Jan Mazur, proboszcz Parafii Narodzenia NMP w Woli Osowińskiej – Jan Madej, wójt gminy Borki - Marek Korulczyk oraz ówczesny lubelski kurator oświaty. 
Nowa szkoła stworzyła bardziej komfortowe i wygodniejsze warunki pracy uczniów, nauczycieli, a także obsługi. W nowym gmachu znajdują się przestronne korytarze, duże sale lekcyjne, a także stołówka z dużą kuchnią i sala gimnastyczna, która umożliwiła organizację: 95. rocznicy ZNP, 75-lecia Szkoły Podstawowej, 20-lecia Towarzystwa Regionalnego, Gminnego Przeglądu Zespołów Śpiewaczych i Teatralnych oraz wielu innych imprez środowiskowych. 

### XXI wiek
W 2000 roku Marianna Deleżuch po 38 latach pracy nauczyciela i 13 latach pracy jako dyrektora szkoły przechodzi na emeryturę, a dyrektorem zostaje Jolanta Bisak, która na stanowisku dyrektora jest przez 5 lat. W 2005 roku po kolejnej zmianie dyrektorem zostaje Danuta Kucio. 5 września 2005 roku po kilku latach budowy otwarto halę sportową. Hala sportowa ma pełnowymiarowe boisko do siatkówki, do koszykówki oraz do piłki ręcznej, na boisku gra drużyna II ligi siatkarskiej Wolanka. 
16 sierpnia 2006 roku odbyły się uroczystości odsłonięcia obelisku upamiętniającego twórcę Dywizjonu 303 - płk. pil. Zdzisława Krasnodębskiego. Obelisk znalazł miejsce przy gmachu szkoły. Od tamtego momentu co rok odbywa się dzień pamięci Dywizjonu 303 i pilota Krasnodębskiego. 
19 września 2010 roku szkole nadano imię płk. pil. Zdzisława Krasnodębskiego. 
Jeszcze jednym z przełomowych wydarzeń życia szkoły było w 2007 roku stworzenie Zespołu Placówek Oświatowych w Woli Osowińskiej. Zespół ten został stworzony z przedszkola, szkoły podstawowej oraz z gimnazjum, dyrektorem zespołu jest Danuta Kucio, a wicedyrektorem Ewa Sidor. W szkole od 1999 roku regularnie odbywa się Konkurs recytatorski poezji i prozy im. Wacława Tuwalskiego. 
W dniach 22–23 października 2011 szkoła podstawowa obchodziła jubileusz 90-lecia swojego powstania, patronat nad imprezą objęli wtedy TVP Historia oraz marszałek województwa lubelskiego Krzysztof Hetman.

## Znani absolwenci
- Henryk Mateusiak
- Zdzisław Gomoła

## Dyrektorzy (kierownicy)
| Lp. | Imię i nazwisko                 | Lata pracy                        |
| --- | ------------------------------- | --------------------------------- |
| 1.  | Maria Prociówna                 | 1921 - 1924                       |
| 2.  | Józef Kalinowski                | 1925 - 1932                       |
| 3.  | Wacław Tuwalski                 | 1932 - 1973                       |
| 4.  | Janina Piotrkowska              | 1932 (listopad) - 1933 (wrzesień) |
| 5.  | Władysław Nowak                 | 1944/1945                         |
| 6.  | Teresa Kołtun                   | 1973 -1976                        |
| 7.  | Mieczysław Odrzegóźdż           | 1976 - 1979                       |
| 8.  | Irena Skowron                   | 1979/1980 - 1984/1985             |
| 9.  | Franciszek Paszkowski           | 1985 - 1986                       |
| 10. | Krystyna Kożuch                 | 1986 (kwiecień) - 1987 (sierpień) |
| 11. | Marianna Deleżuch               | 1987/1988 - 2000                  |
| 12. | Jolanta Bisak                   | 2000 - 2005                       |
| 13. | Danuta Kucio                    | 2005 - 2017                       |
|     | Ewa Sidor (wicedyrektor)        | 2007 - 2017                       |
| 14. | Agnieszka Zając                 | od 2017                           |
|     | Dorota Latkowska (wicedyrektor) | od 2017                           |